# Anetan
Anetan este un district din Nauru cu 1.180 locuitori aproximativ și o suprafață de 1 km².